# Reprezentacja Monako w piłce wodnej kobiet
Reprezentacja Monako w piłce wodnej kobiet – zespół, biorący udział w imieniu Monako w meczach i sportowych imprezach międzynarodowych w piłce wodnej, powoływany przez selekcjonera, w którym mogą występować wyłącznie zawodnicy posiadający obywatelstwo monakijskie. Za jej funkcjonowanie odpowiedzialny jest Monakijski Związek Pływacki (FMN), który jest członkiem Międzynarodowej Federacji Pływackiej.